# ジャパン・ブルース&ソウル・カーニバル
ジャパン・ブルース＆ソウル・カーニバル(Japan Blues & Soul Carnival)とは、1986年に始まった日本では最も息の長いブルース・フェスティバル。東京では日比谷野外音楽堂などで開催され、例年全国各地の公演も組まれている。ジャパン・ブルース・カーニバルとしてスタートしたが、2006年、音楽性の幅を持たせる意味で現在の名前に変更された。主催は、M&Iカンパニー。5月末ごろの開催が定着しているが、1986年～1988年、2006年、2007年については7月に開催されている。

## フェスティバルの歴史と出演者
同カーニバルで来日した主なアーティストは、バディ・ガイ、オーティス・ラッシュ、アルバート・コリンズ、B.B.キング、ルーファス・トーマス、クラレンス・"ゲイトマウス"・ブラウン、ドクター・ジョン、アール・キング＆ジョニー・アダムス、アルバート・キング、オーティス・クレイなど。
1996年には、同カーニバルで来日したジョニー・"ギター"・ワトソンが、横浜のブルースカフェでの単独公演中に心筋梗塞で倒れ、そのまま他界するという事件があった。また2003年には、ヘッドライナーとして組まれたアイク・ターナーが入国時に麻薬関連の前科を問題にされ、入国を拒否されてしまった（問題にされた容疑は1980年代のもので、1990年代に一度来日した実績もあった）。カーニバルでは、アイクのバンド、キングス・オブ・リズムが主なきまま演奏し、サニー・ランドレスとの競演もみせた。
2008年は、会場となる日比谷野外音楽堂の確保をできなかったとの理由で、初めて開催が見送られた。M&Iカンパニーは、その代わりに「Japan Blues & Soul Carnival 番外編」と銘打ち、10月にネヴィル・ブラザーズの12年ぶりの来日ツアーを企画した。。2009年は、例年通り開催された。
2011年も開催が見送られた。2012年は開催されたものの、2013年以降開催されなくなった。
2022年、「TOKYO BLUES CARNIVAL 2022」と題して、10年ぶりに開催されることが発表となった。会場は日比谷野外音楽堂、日本のアーティストのみという形での復活開催となっている。しかしながら、主催者のM&Iカンパニーは2022年末を以て業務を終了しており、2023年以降ジャパン・ブルース＆ソウル・カーニバルは開催されていない。
以下日付は、日比谷野外音楽堂のもの。この他、例年、地方公演、単独公演が組まれている。

### 1986年（第1回）
日程：7月13日（日）
- ジョニー・アダムス＆アール・キング
- フィッシュボーン
- 憂歌団
- シーナ&ザ・ロケッツ（ゲスト：山口冨士夫）
- ダンガン・ブラザーズ・バンド
- ヤンキース

### 1987年（第2回）
日程：7月19日（日）
- バディ・ガイ＆ジュニア・ウェルズ
- 憂歌団
- 竹田和夫＆ボーイズ・オン・ロックス
- 吾妻光良 & The Swinging Boppers

### 1988年（第3回）
日程：7月31日（日）
- アルバート・コリンズ
- リル・エド&ザ・ブルース・インペリアルズ
- 憂歌団
- ローラーコースター
- ブルーグラス

### 1989年（第4回）
日程：5月13日（土）、14日（日）
- B.B.キング
- アルバート・キング
- ヴァレリー・ウェリントン
- ティアドロップス
- ボ・ガンボス

### 1990年（第5回）
日程：5月12日（土）、13日（日）
- ザ・ジョニー・オーティス・ショー
- ジョン・メイオール＆ブルースブレイカーズ
- バディ・ガイ
- ルーサー・アリソン
- 憂歌団
- STONE CRAZY

### 1991年（第6回）
日程：5月18日（土）、19日（日）
- アルバート・コリンズ
- ジェイムズ・コットン
- ココ・テイラー
- ロニー・ブルックス
- ヴァレリー・ウェリントン＆アリヨ
- 憂歌団
- ウエスト・ロード・ブルース・バンド

※当初、ファッツ・ドミノがヘッドライナーとして予定されていたが、アーティストの都合によりキャンセル。ジェイムズ・コットンとアルバート・コリンズが替わりに追加された。

### 1992年（第7回）
日程：5月30日（土）、31日（日）
- ボ・ディドリー
- オーティス・ラッシュ
- ジュニア・ウェルズ
- 憂歌団
- 近藤房之助＆ジゴッツ
- ボ・ガンボス
- ハイタイド・ハリス

### 1993年（第8回）
日程：5月29日（土）、30日（日）
- リトル・ミルトン
- ルーファス・トーマス
- ビッグ・ダディ・キンゼイ&キンゼイ・レポート
- 憂歌団

### 1994年（第9回）
日程：5月28日（土）、29日（日）
- B.B.キング
- ケニー・ニール
- B.B.＆スクリーミング・ブッダ・ヘッズ
- 憂歌団
- 吾妻光良 & The Swinging Boppers

### 1995年（第10回）
日程：5月20日（土）、21日（日）
- バディ・ガイ
- オーティス・ラッシュ
- クリス・デュアーテ
- 菊田俊介&フレンズ
- ジロキチ・オールスターズ

### 1996年（第11回）
日程：5月18日（土）、19日（日）
- ジョニー・"ギター"・ワトソン
- ジェイムズ・コットン
- ロバート・クレイ
- 憂歌団

※ワトソンは、日比谷野音の週末を目前にした5/17金曜日の横浜公演中に急病で倒れたため、野音には出演していない。

### 1997年（第12回）
日程：5月24日（土）、25日（日）
- B.B.キング
- バディ・ガイ
- ジェリー・マッギー・ブルース・バンド
- コリー・ハリス
- 憂歌団
- ブラック・ボトム・ブラス・バンド

### 1998年（第13回）
日程：5月23日（土）、24日（日）
- オーティス・ラッシュ
- サン・シールズ
- キャリー・ベル
- ジョン・ハモンド
- 憂歌団
- Jブルース・オールスターズ

### 1999年（第14回）
日程：5月29日（土）、30日（日）
- ドクター・ジョン
- クラレンス・"ゲイトマウス"・ブラウン
- パパ・チャビー
- アルヴィン・ヤングブラッド・ハート
- 木村充揮と有山じゅんじ
- ジョージ・パイ

※第1回から皆勤だった憂歌団が解散し、初めて彼ら抜きとなった。

### 2000年（第15回）
日程：5月27日（土）、28日（日）
- バディ・ガイ
- カール・ウェザーズビー
- シャノン・カーフマン
- 菊田俊介withネリー“タイガー”トラヴィス
- 近藤房之助と小島良喜
- ジョージ・パイ

### 2001年（第16回）
日程：5月26日（土）、27日（日）
- オーティス・ラッシュ
- マジック・スリム
- ヒューバート・サムリン
- エリック・サーディナス
- 上田正樹

### 2002年（第17回）
日程：5月25日（土）、26日（日）
- バディ・ガイ
- ピーター・グリーン
- ジミー・ヴォーン
- 鮎川 永井“ホトケ”バンド
- HARRY
- KOTEZ & YANCY

### 2003年（第18回）
日程：5月25日（日）
- ザ・キングス・オブ・リズム
- サニー・ランドレス
- HARRY
- 木村充揮

### 2004年（第19回）
日程：5月23日（日）
- オーティス・ラッシュ
- メイヴィス・ステイプルズ
- ザ・デレク・トラックス・バンド
- 近藤房之助& His B&O
- サンズ・オブ・ブルース
- ブラック・ボトム・ブラス・バンド

### 2005年（第20回）
日程：6月4日（土）、5日（日）
- バディ・ガイ
- ジョン・ハモンド
- ノース・ミシシッピ・オールスターズ
- 麗蘭
- WEST ROAD B.B SPECIAL
- 木村充揮と有山じゅんじ

### 2006年（第21回）
日程：7月23日（日）
- オーティス・クレイ
- エディ・クリアウォーター
- ヴァン・ハント
- 近藤房之助& His B&O

### 2007年（第22回）
日程：7月22日（日）
- ココ・テイラー
- ローリー・ベル
- 吾妻光良 & The Swinging Boppers
- マダムギター長見順

### 2008年
- 会場が確保できなかったため、開催は見送られた。

Japan Blues & Soul Carnival番外編；JCBホール
日程：10月28日(火）、29日（水）
- ネヴィル・ブラザーズ

### 2009年（第23回）
日程：5月24日（日）
- ロバート・クレイ・バンド
- クリス・トーマス・キング
- ウシャコダ
- YUKARI's Got A Brand New World

### 2010年（第24回）（25周年記念スペシャル）
日程：5月29日（土）、30日（日）
- ソロモン・バーク
- ジョー・ルイス・ウォーカー（急病のバーナード・アリソンに代わって出演）
- コーリー・ハリス
- blues.the-butcher-590213
- シーナ&ザ・ロケッツ
- ローラーコースター＆フレンズ

### 2011年
- 開催されていない。

### 2012年（第26回）
日程：5月26日（土）、27日（日）
- ジョニー・ウィンター
- サニー・ランドレス
- 近藤房之助

### 2022年
日程：5月29日（日）
- blues.the-butcher-590213（ゲスト：山岸潤史）
- 吾妻光良＆The Swinging Boppers（ゲスト：伊東妙子（T字路s））
- 三宅伸治＆The Red Rocks（ゲスト：鮎川誠）
- コージー大内
- 司会進行：ゴトウゆうぞう＆カメリヤマキ

## 司会
- 後藤ゆうぞう
- カメリアマキ
- 石田雄一

後藤ゆうぞうは、自称「日本で唯一のブルース司会者」として、第1回から現在に至るまで司会を務めている。毎年彼がハープの吹き語りで歌う「主催者からのお知らせブルース」（注意事項をブルースに乗せて歌う）や、ブルースクイズ・コーナーは、カーニバルの名物となっている。石田雄一は、第2回目から数年、後藤の相方を務めた。その後、カメリアマキが相方を務める形が定着した。